# Ofiakodon
Ophiacodon – rodzaj drapieżnego pelykozaura, żyjącego w późnym karbonie i wczesnym permie. Zwierzę to stanowi najlepiej poznanego przedstawiciela rodziny Ophiacodontidae z powodu powszechnego występowania jego skamieniałości na terenie obecnej Ameryki Północnej. Szczątki odkryto między innymi w kanadyjskiej Nowej Szkocji oraz stanach Ohio i Teksas.

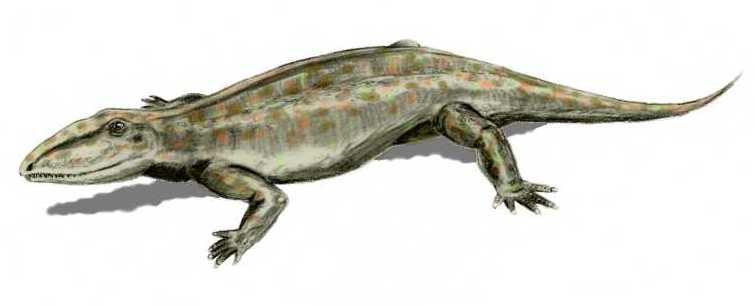
Sylwetka

Jednym z jego najbliższych krewnych był prawdopodobnie Archaeothyris.
Uważa się, że podobnie jak inni reprezentanci jego rodziny, Ophiacodon był zwierzęciem wiodącym ziemno-wodny tryb życia. Mógł żyć nad brzegami strumieni oraz bagien, polując na ryby i płazy.
W porównaniu z występującymi wcześniej pelykozaurami, na przykład haptodusem, było to dość duże zwierzę. Jego długość wynosiła 1,5 -2,5 metra, przy szacowanej masie ciała 30 -50 kilogramów.
Ophiacodon dzielił z innymi przedstawicielami Ophiacodontidae takie cechy, jak spora w porównaniu z tułowiem głowa oraz mocne obręcze kończyn (być może dostosowane do dźwigania ciężkich głów zwierząt).
Czaszka Ophiacodona była wysoka i wąska. Długie szczęki wyposażone były w liczne zęby.

## Gatunki
- Ophiacodon grandis,
- Ophiacodon hilli,
- Ophiacodon major,
- Ophiacodon mirus,
- Ophiacodon navajovicus,
- Ophiacodon retroversus,
- Ophiacodon uniformis.